# マラケシュ＝タンシフト＝アルハウズ地方
マラケシュ＝タンシフト＝アルハウズ地方（マラケシュ＝タンシフト＝アルハウズちほう、Marrakech-Tensift-El Haouz）は、1997年から2015年までのモロッコの16の地方の一つ。面積31,160km² 、人口3,102,652人 (2004年).。州都はマラケシュ。
この地方は、Marrakesh-Medina県、Marrakesh-Menara県、Sidi Youssef Ben Ali県、アルハウズ州、Chichaoua州、El Kelâat Es-Sraghna州、エッサウィラ州からなっていた。